# Mạnh Giao
Mạnh Giao (chữ Hán: 孟郊, 751-814), tự: Đông Dã; là viên quan và là nhà thơ Trung Quốc thời Trung Đường.

## Tiểu sử
Mạnh Giao là người Vũ Khang, Hồ Châu (nay là huyện Vũ Khang, tỉnh Chiết Giang).
Lúc trai trẻ, ông đi thi nhiều lần không đỗ. Buồn chán, ông cùng nhà sư Hạo Nhiên và những người khác, tổ chức hội thơ ở Hồ Châu, rồi ra sức ngâm vịnh. Mãi đến đời Đường Đức Tông (ở ngôi: 779-805), khi ấy ông 46 tuổi, mới đỗ được Tiến sĩ; và đến năm 50 tuổi, ông mới được bổ làm Huyện úy Lật Dương (tỉnh Giang Tô).
Đối với một chức quan nhỏ này, Mạnh Giao không thấy hứng thú gì, nên suốt ngày lại rong chơi, ngâm vịnh, kết giao với Trương Tịch, Giả Đảo, Hàn Dũ... Thấy ông bỏ bê công việc, quan huyện lệnh bèn cử một viên úy khác làm thay, và “chia một nửa số lương” với ông, ông liền từ chức về. Sau, được Trịnh Dư Khánh tiến cử, ông tiếp tục làm quan, và trải đến chức Hiệp luật lang ở Lạc Dương.
Năm 63 tuổi, Trịnh Dư Khánh (khi này là Trấn thủ Hưng Nguyên) lại mời Mạnh Giao về làm tham mưu cho quân Hưng Nguyên, nhưng đi đến Vân Hương thì ông chết đột ngột, thọ 61 tuổi. Nhờ bà con, bạn bè giúp đỡ, ông được đưa về chôn cất ở Lạc Dương.
Sau khi mất, ông được Trương Tịch đặt tên thụy là Trịnh Diệu tiên sinh, và được Hàn Dũ làm bài minh đề trên mộ chí .
Theo Dịch Quân Tả, thì Mạnh Giao là người có khí tiết, cương trực, nhưng ít hòa hợp với người khác .

## Sự nghiệp văn chương
Thơ ca của Mạnh Giao hiện còn khoảng 400 bài, được xếp thành tập Mạnh Đông Dã gồm 2 quyển. Phần lớn, chúng là nhạc phủ và cổ thể (còn gọi là thơ cổ phong); một số khác là thơ cận thể (tức thơ Đường luật), nhưng về luật đối và luật bằng trắc, có khi không tuân thủ.
Cuộc đời Mạnh Giao khá buồn: đỗ muộn, chỉ làm được một chức quan nhỏ, cảnh nhà luôn túng quẫn, sinh con mấy lần đều chết yểu...Lại thêm, thi phong của ông không hòa với thói tục, nên bị một số người công kích; bởi vậy ông thường than thở về mình ("Thu hoài", "Tặng Thôi Thuần Lượng", "Khổ hàn ngâm" [Ngâm giữa lúc khổ và rét],...).
Song nhờ sống thanh bạch, thường hay đi đây đó, mà ông thấu hiểu nỗi khổ của người dân lao động; đồng thời qua đó, ông còn châm biếm những kẻ sống xa hoa hưởng lạc. Tiêu biểu như các bài: "Chức phụ từ" (Lời người đàn bà dệt vải), Hàn địa bách tính ngâm (Bài ngâm trăm họ giữa nơi rét buốt)...
Bên cạnh đó, Mạnh Giao còn là người tích cực ủng hộ phong trào cổ văn (còn gọi là phong trào phục cổ) do Hàn Dũ cổ súy. Cho nên ông chủ trương “viết thì phải viết chuyện hưng vong, lời lẽ thì phải có phong cốt” (Độc Trương Bích tập),.
Về cách thể hiện, thơ của Mạnh Giao vừa cổ kính, tân kỳ, lại vừa hiểm hóc, lạnh lẽo ; song cũng có không ít bài diễn tả tình ý sâu sắc, phác thực, bằng những lời giản dị (nên được lưu truyền), như các bài: "Chức phụ từ" (Lời người đàn bà dệt vải), "Cổ oán biệt" (Nỗi ly oán cũ), "Du tử ngâm" (Khúc ngâm của đứa con đi xa), "Khứ phụ" (Người vợ bị ruồng bỏ), "Liệt nữ tháo" (Tiết tháo của người liệt nữ),...
Nhìn chung, nhờ ông nghiêm túc, thận trọng, trau giồi công phu, nên thơ ông thường có tứ mới. Tuy nhiên do thích độc đáo và cầu kỳ nên thơ ông có chỗ trúc trắc, khó hiểu. 
Mặc dù còn hạn chế, nhưng tài thơ của ông vẫn được Hàn Dũ khen là: "như con ngựa bất kham, nhìn thấy suốt cổ kim", là: "như dao chém trúng sớ thịt, chương cú sắc sảo, đâm thọc tim gan", là: "Đông Dã làm kinh người/ Hoa thơm phun hương lạ" (Đông Dã động kinh tục/ Thiên ba thổ kỳ phân); và ông vẫn xứng đáng là nhà thơ ưu tú trong số nhà thơ thời Trung Đường .

## Mạnh Giao vàGiả Đảo
Mạnh Giao và Giả Đảo xưa nay vẫn thường nhắc chung. Có câu “Giao lạnh, Đảo gầy”, là vì họ đều làm thơ công phu, và đều thích đề tài cùng khổ .
Song nếu so lại, thơ Mạnh Giao, về mặt nội dung tư tưởng và phong cách nghệ thuật, có những sáng tạo độc đáo, sâu sắc, và có hơi thở của cuộc sống hơn thơ Giả Đảo .

## Giới thiệu thơ
Giới thiệu hai trong số bài thơ tiêu biểu của Mạnh Giao.
| 1. Chức phụ từ Phiên âm: Phu thị điền trung lang, Thiếp thị điền trung nữ. Đương niên giá đắc quân, Vị quân bỉnh cơ trữ. Cân lực nhật dĩ bì, Bất tức song hạ ky (cơ). Như hà chức hoàn tố, Tự trước lam lũ y ? Quan gia bảng thôn lộ, Cánh sách tải tan thụ. Dịch nghĩa: Lời người đàn bà dệt cửi Chồng thiếp vốn nhà nông, Thiếp cũng là gái nơi đồng ruộng. Lấy chàng từ năm ấy, Giúp chàng, giữ việc canh cửi. Gân sức ngày một mỏi mòn, Bên song, chiếc khung cửi vẫn không hề nghỉ. Cớ sao tay dệt ra lụa, vải, Mà mình vẫn phải mặc manh áo tả tơi? Bọn quan lại còn niêm yết bên đường làng, Bắt phải trồng dâu thêm nữa. | 2. Liệt nữ tháo Phiên âm: Ngô đồng tương đãi lão, Uyên ương hội song tử. Trinh phụ quý tuẫn phu, Xả sinh diệc như thử. Ba lan thệ bất khởi, Thiếp tâm cổ tỉnh thủy. Dịch nghĩa: Tiết tháo của người liệt nữ Cây ngô đồng chờ đợi nhau đến già. Chim uyên ương chết cũng chung đôi. Người trinh phụ quý trọng việc chết theo chồng, Cũng có thể hy sinh mạng sống của mình như thế. Thề rằng lòng em không nổi sóng, Cũng như nước trong giếng cổ. |

## Sách tham khảo
- Sở nghiên cứu văn học thuộc Viện Khoa học xã hội Trung Quốc biên soạn, Lịch sử văn học Trung Quốc (Tập II), Bản dịch từ tiếng Trung Quốc do Nhà xuất bản Giáo dục Việt Nam ấn hành năm 1993.
- Nguyễn Hiến Lê, Đại cương văn học sử Trung Quốc. Nhà xuất bản Trẻ, 1997.
- Dịch Quân Tả, (GS. Huỳnh Đức Đức dịch từ tiếng Trung Quốc), Văn học sử Trung Quốc (Quyển I). Nhà xuất bản Trẻ, 1992.
- Trần Lê Bảo, mục từ “Mạnh Giao” trong Từ điển văn học (bộ mới). Nhà xuất bản Thế giới, 2004.
- Trần Trọng San, Thơ Đường. Nhà xuất bản Thành phố Hồ Chí Minh, 1990.
- Nhiều người dịch, Thơ Đường (Tập I). Nhà xuất bản Văn học, 2987.